# Школа № 2030

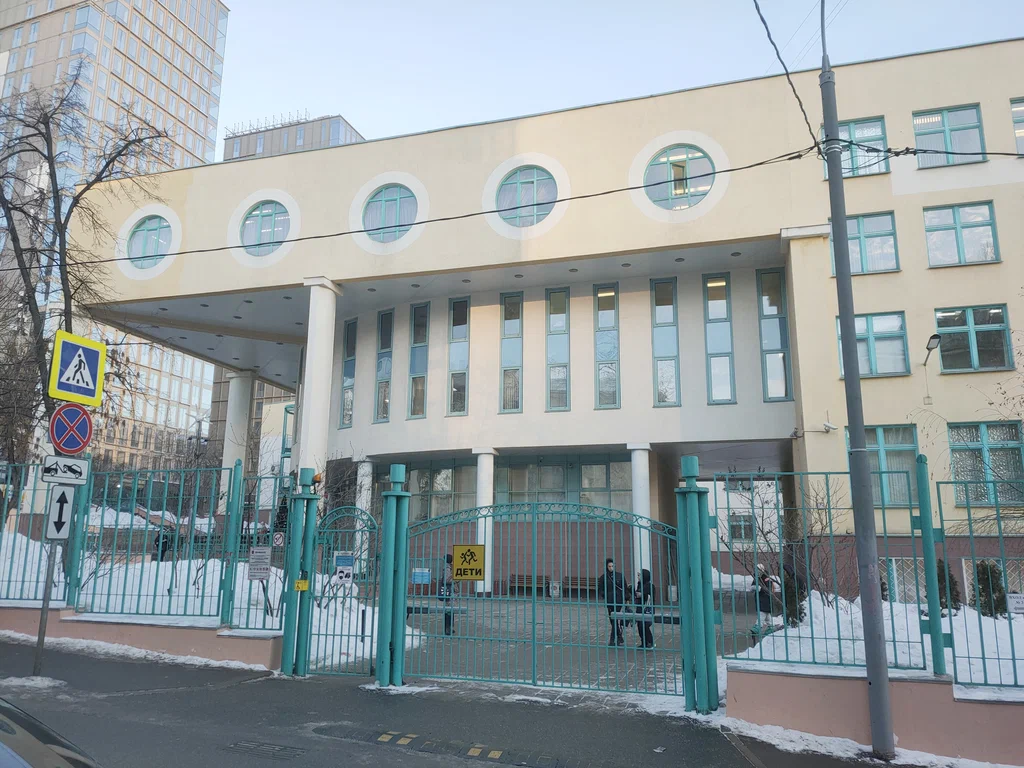
Школа № 2030

Школа № 2030 — государственное бюджетное образовательное учреждение города Москвы, также известное как «Школа будущего» благодаря осуществляемым в ней инновационным учебным проектам и полному оснащению современным оборудованием. Школа создана на базе школ №90 и №101 города Москвы 1 сентября 2007 года.
Общая площадь школы 20 тысяч м², она рассчитана на 1100 учащихся (44 класса). Здание школы построено по индивидуальному проекту. Кабинеты оборудованы компьютерами, принтерами, веб-камерами, проекторами и интерактивными досками. Школа сотрудничает с Курчатовским Институтом. На территории расположены два бассейна, два спортивных зала, библиотека, музей, гимнастический и борцовский залы.
По данным олимпиадного навигатора ЦПМ школа занимает 9 место по развитию инженерно-технического профиля. (по состоянию на 2022 год)

## Образовательный процесс

### Начальная школа (1-4 классы)
Все классы начальной школы являются общеобразовательными.

### Основная школа (5-9 классы)
В школе существуют общеобразовательные, а также предпрофессиональные классы основной школы. 
Среди предпрофессиональных классов основной школы есть:
- Физико-математические
  - Обучение в 5-6 классах происходит в формате подготовки к поступлению в классы Математической вертикали.[2]
  - Обучение в 7-9 классах происходит при поддержке городского проекта Математическая вертикаль.
- Химико-биологические
  - Обучение в 5-6 классах происходит в формате подготовки к поступлению в классы Естественно-научной вертикали.[3]
  - Обучение в 7-9 классах происходит при поддержке городского проекта Естественно-научная вертикаль.

Также в школе начинают работать классы Медиавертикали (7-9 классы) и Социально-экономические классы (7-9 классы).

### Старшие классы (10-11 классы)
- Инженерные классы
  - Обучение происходит при поддержке городского проекта Инженерный класс в Московской школе.
  - Учащиеся делятся на группы по профилю (физико-математические/химико-биологические)
- Предпринимательские классы
  - Обучение происходит при поддержке городского проекта Предпринимательский класс в Московской школе.
- Медиаклассы
  - Обучение происходит при поддержке городского проекта Медиакласс в Московской школе.

### Дополнительное образование
В школе широко представлены возможности для проведения досуга. Среди них есть спортивные секции, студия Hip-Hop, театральные кружки и студии, секции лего-конструирования и робототехники, "Фотостудия", "Мультистудия", "Изостудия" и многие другие.
Также в школе осуществляют свою деятельность:
- ОДТВ (Киностудия и телевидение)
- Различные ученические организации (в том числе "Совет ученического самоуправления")

## Руководство
- [2007-н.в.] Директором школы является Рябкова Наталья Петровна[4] — Заслуженный учитель РФ, Отличник Народного Образования. Окончила Калининградский государственный университет (преподаватель русского языка и литературы) и Академию труда и социальных отношений (юриспруденция).

## Школьный музей
В здании школы расположен Музей Боевой славы отдельного гвардейского Краснознаменного ордена Суворова 3-й степени 345-го парашютно-десантного полка имени 70-летия Ленинского комсомола (локальных войн и военных конфликтов). Музей был открыт в 2010 году.
Основные коллекции:
- История боевой славы отдельного гвардейского Краснознаменного ордена Суворова 3-й степени 345-го парашютно-десантного полка имени 70-летия Ленинского комсомола;
- Боевой путь в Демократической республике Афганистан (1979-1989гг) — «Ввод советских войск в Афганистан», «Афганская хроника», «Вывод советских войск из Афганистана»;
- Вечная память погибшим 345-го ОГ ПДП в ДРА и Абхазии;
- Солдаты России: группа специального назначения «Вымпел» (Ангола, Никарагуа, Куба, Югославия, Чечня и др.);
- «Землянка» (быт солдат и офицеров в ДРА).

Среди экспонатов — копия Боевого Знамени 345-го ОГ ПДП с дубликатами орденов Суворова 3 степени и Красного знамени, обмундирование и боевое снаряжение воинов-десантников. В фондах музея — фотографии эпизодов жизни солдат и офицеров, выполнения боевых задач, жизни и быта мирного населения.
На базе музея проводятся встречи с ветеранами, музейные уроки, экскурсии, круглые столы, Уроки мужества, конференции. Актив музея постоянно участвует в конкурсах, викторинах, фестивалях, осуществляет поисковую деятельность.
Школьный музей награжден грамотами, дипломами, вымпелами по итогам смотров работы музеев образовательных организаций.

## Традиции
Школой проводятся ряд ежегодных мероприятий, ставшими традицией: 
- Новогодний Маскарад
- Посвящение в ученики
- Минута Славы
- Общешкольные спортивные соревнования
- Фестиваль художественных, декоративно-прикладных, научно-исследовательских и театральных проектов.